# Plesiodema pinetella
Plesiodema pinetella är en insektsart som först beskrevs av Zetterstedt 1828.  Plesiodema pinetella ingår i släktet Plesiodema och familjen ängsskinnbaggar. Arten är reproducerande i Sverige. Inga underarter finns listade i Catalogue of Life.